# Крістоф Кастанер
Крістоф Кастанер (фр. Christophe Castaner; нар. 3 січня 1966) — французький політик, член партії «Вперед, республіко!», Державний секретар зі зв'язків з парламентом Франції (2017—2018), лідер партії «Вперед, республіко!» (2017—2018), міністр внутрішніх справ Франції з 16 жовтня 2018 по 6 липня 2020 року.

## Біографія
Крістоф Кастанер народився 3 січня 1966 року у французькій комуні Олліуль. Отримав диплом з міжнародного права і кримінології в університеті Екс-Марсель, потім вивчав політологію.

### Кар'єра
Прийшов в політику на посаду технічного радника Катрін Тротманн, потім очолював канцелярію міністра Мішеля Рокара.
У 2001 році обраний мером Форкальк'є.
З 2004 по 2012 рік — депутат регіональної ради Прованс — Альпи — Лазурний Берег.
У 2012 році обраний від соціалістів депутатом Національних зборів Франції у 2-му окрузі департаменту Альпи Верхнього Провансу, перемігши у другому турі кандидата Союзу за народний рух Жана-Клода Кастеля з результатом 54,04 %.
У 2017 році надав підтримку Емманюелю Макрону при підготовці до президентських виборів. 17 травня 2017 року отримав посаду державного секретаря зі зв'язків з парламентом і офіційного представника уряду при формуванні першого кабінету Едуара Філіпа.
18 червня 2017 року під час другого туру голосування переобраний депутатом Національних зборів від президентського руху «Вперед, республіко!» в своєму колишньому окрузі з результатом 61,57 % (у першому турі він отримав 44,04 % голосів, на другому місці тоді залишився кандидат нескорених Франції Лео Вальтер, якого підтримали 16,55 % виборців). 21 червня 2017 року зберіг свої посади в другому уряді Філіпа. 21 липня 2017 року відмовився від депутатського мандата на час роботи в уряді.
25 жовтня 2017 року оголосив про вступ у боротьбу за пост лідера партії (за інформацією газети Le Monde, підтримку Кастанеру надав президент Макрон, котрий обрав його на противагу до державного секретаря при міністрі економіки і фінансів Бенжамена Гриво).
18 листопада 2017 року на першому з'їзді партії «Вперед, республіко» в Шассьо під Ліоном обраний лідером партії на посаді генерального делегата (délégué général). 24 листопада 2017 року Бенжамен Гриво змінив Кастанера на посаді офіційного представника уряду.